# کلاس خصوصی
کلاس خصوصی (ایتالیایی: Lezioni private) یک کمدی سکسی سبک ایتالیایی به کارگردانی ویتوریو دِ سیستی است که در سال ۱۹۷۵ منتشر شد.

## بازیگران
- کارول بیکر
- لئونورا فانی
- کارلو جوفره
- لئوپولدو تریئسته
- رنتسو مونتانیانی
- فمی بنوسی
- رون
- یوجین والتر